# 福島県立福島東高等学校
福島県立福島東高等学校（ふくしまけんりつ ふくしまひがしこうとうがっこう）は、福島県福島市浜田町に所在する県立高等学校。通称は「東高（ひがしこう）」。

## 概要
福島市浜田町の福島大学教育学部浜田町キャンパス跡地に建設され、1980年（昭和55年）4月1日に開校した。当初は男子校であったが、1995年（平成7年）から男女共学になった。
男子の制服は学生服で、女子の制服は冬服と夏服でデザインが変わり、冬は茶色のスカートにクリーム色のカーデガンまたはニット（指定服）で、夏服は茶色のチェックのスカートである。

## 沿革
- 1979年 - 校章制定。
- 1980年 - 開校式および第1回入学式。普通科6クラス。
- 1981年 - 校歌制定。
- 1984年 - 5期生から普通科8クラス。
- 1990年 - 創立10周年。
- 1995年 - 男女共学化。第74回全国高等学校サッカー選手権大会全国大会出場。
- 2000年 - 創立20周年、青春歌制定。
- 2002年 - 第81回全国高等学校サッカー選手権大会全国大会出場。
- 2003年 - 第82回全国高等学校サッカー選手権大会全国大会出場。
- 2004年 - 第83回全国高等学校サッカー選手権大会全国大会出場。
- 2009年 - 第30回東桜祭。創立30周年。
- 2010年 - 創立30周年記念式典。
- 2011年 - 普通科募集定員40名減、普通科7クラスの設置となる。
- 2020年 - 普通科募集定員40名減、普通科6クラスの設置となる。

## 進路概況
- 公式サイト を参照のこと。

## 部活動
運動部
- 野球
- サッカー
- 陸上競技
- バスケットボール
- バレーボール
- テニス
- ハンドボール
- バドミントン
- 卓球
- 柔道
- 剣道
- 弓道
- 山岳

文化部
- ダンス
- 吹奏楽
- 合唱
- 美術
- 書道
- 写真
- 演劇
- 科学
- 英語

- (放送委員会)

- サッカー部は第74回、第81回、第82回、第83回全国高等学校サッカー選手権大会全国大会に出場。

## 著名な出身者
- なすび - お笑いタレント
- 萬代宏樹 - 元サッカー選手
- 大原卓丈 - 元サッカー選手
- 小野隆儀 - 元サッカー選手
- 西山尚利 - 政治家、福島県議会議員
- 佐藤大輔 - 陸上選手、ドラマ「天国のダイスケへ〜箱根駅伝が結んだ絆〜」主人公
- 高橋亨 - アニメーション演出家
- 樋口達哉 - テノール歌手
- 齋正機 - 日本画家
- 斎藤克幸 -元サッカー選手